# Upton Snodsbury
Upton Snodsbury – wieś w Anglii, w hrabstwie Worcestershire, w dystrykcie Wychavon. Leży 10 km na wschód od miasta Worcester i 155 km na północny zachód od Londynu.